# ابوبکر سیلا (بازیکن فوتبال، زاده ۱۹۹۳)
ابوبکر سیلا (انگلیسی: Aboubacar Sylla؛ زادهٔ ۱ مهٔ ۱۹۹۳) بازیکن فوتبال اهل گینه است.
وی همچنین در تیم ملی فوتبال گینه بازی کرده است.